# Matinera de Tickell
La matinera de Tickell (Pellorneum tickelli) és un ocell de la família dels pel·lorneids (Pellorneidae).

## Hàbitat i distribució
Habita boscos, matolls i bambú al nord-est de l'Índia des d'Arunachal Pradesh cap al sud fins al sud-est de Bangladesh i potser fins Manipur i Nagaland, sud-oest de la Xina a l'oest i sud de Yunnan, Myanmar (excepte en centre) Tailàndia, Laos, Vietnam i Malaca.